# Peter Cremer
Die Peter Cremer Holding GmbH & Co. KG ist eine weltweit operierende Unternehmensgruppe mit vier Geschäftsfeldern: Handel, Produktion, Oleochemie und Schifffahrt mit Sitz in Hamburg. Komplementärin ist die Handelsgesellschaft Peter Cremer m.b.H.
Aus der Hansestadt werden die wichtigsten Aktivitäten in den Geschäftsbereichen Handel, Verarbeitung und Transport von Roh- und Grundstoffen sowie oleochemischen Produkten koordiniert.

## Geschichte
Die Anfänge reichen zurück bis ins Jahr 1946, als Peter Cremer mit Getreide und Futtermitteln zu handeln begann. In Hannover legte er mit einem kleinen Team den Grundstein des Unternehmens, 1954 zog die Firma nach Hamburg und kurze Zeit später folgte die Expansion ins Ausland. In den späten 1960er Jahren wird eine Reederei gegründet. In Asien und Südamerika werden Niederlassungen gegründet. Anfang der 2000er Jahre kauft die Firma den Futtermittelproduzenten Deuka in Düsseldorf und gründet die CremerEnergy GmbH (Handel mit Biodiesel). Weitere Zukäufe und Neugründungen folgten.

## Geschäftsbereiche
Der Geschäftsbereich Trade umfasst den internationalen Handel mit landwirtschaftlichen und industriellen Rohstoffen für die weiterverarbeitende Industrie (Getreide, Melasse, Stahl, Futtermittel, Erze, Bohnen).
Der Geschäftsbereich Production umfasst die Herstellung von Mischfutter (Deutsche Tiernahrung Cremer), Cerealien und Rohstoffen für die Oleochemie (Glycerin, Fettsäuren, Fettalkohole und Methylester). Außerdem werden landwirtschaftliche Erzeugnisse veredelt und Grund- und Rohstoffe für die industrielle Weiterverarbeitung hergestellt.
Der Geschäftsbereich Oleochemicals verbindet die Aktivitäten der Produktion und Distribution oleochemischer Spezialitäten mit bedarfsgerechter Rohstoffbeschaffung (destillierte Fettsäuren, Fettalkohole, Glycerin, Ester). So werden Grundstoffe für die Kosmetik-, Pharma- und Nahrungsmittelindustrie sowie für technische Anwendungen entwickelt. Dabei bildet nachhaltige Forschung und Entwicklung die Grundlage für die Herstellung innovativer Rohstoffe auf pflanzlicher Basis.
Der Geschäftsbereich Shipping führt die weltweiten Seetransporte von Cremer unter dem Namen Pro Line durch und bietet Frachtdienste für Kunden an.

## Tochterunternehmen
Weltweit ist Cremer mit 30 Gesellschaften an 53 Standorten vertreten. Zum strategischen Portfolio gehört auch eine Einlage bei einem StartUp, das seit 2015 einen elektronischen Marktplatz für gebrauchte Landmaschinen betreibt (e-farm.com).